# Jiří Hudler
Jiří Hudler, född 4 januari 1984 i Olomouc, Tjeckoslovakien, är en tjeckisk professionell ishockeyspelare som spelar för Dallas Stars i National Hockey League (NHL).
Hudler har tidigare spelat för Detroit Red Wings där han var med och vann Stanley Cup säsongen 2007–08.